# Paul E. Stein

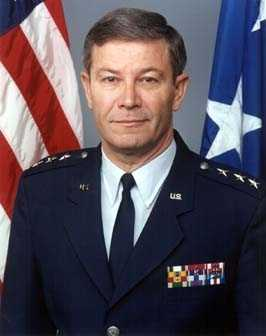
Paul E. Stein

Paul Eugene Stein (* 30. August 1944 in Monroe, Louisiana; † 10. Januar 2002 in Basye, Virginia) war ein Generalleutnant der United States Air Force. Er war unter anderem Leiter (Superintendent) der United States Air Force Academy.

## Leben
Im Jahr 1966 absolvierte Paul Stein die United States Air Force Academy in Colorado Springs. Nach seiner Graduation wurde er als Leutnant in das Offizierskorps der Air Force aufgenommen. In der Folge durchlief er alle Offiziersgrade vom Leutnant bis zum Drei-Sterne-General. Während seiner Zeit an der Akademie war er auch als Football-Spieler für deren Mannschaft aktiv. Später war er auch Assistenztrainer.
Im Lauf seiner militärischen Karriere absolvierte er verschiedene Kurse und Schulungen. Im Gegensatz zu vielen Offizieren der Luftwaffe wurde er nicht zum Piloten ausgebildet. Er besuchte das Air Command and Staff College und das Air War College, die sich auf der Maxwell Air Force Base in Alabama befinden, und absolvierte den National Security Management Course. Außerdem erhielt er akademische Grade von der Florida State University und der Harvard University.
Zu Beginn seiner Laufbahn blieb er bis 1967 Assistenztrainer des Footballteams der Luftwaffenakademie. Danach wurde er nach Deutschland versetzt, wo er bis Juni 1969 auf der Spangdahlem Air Base und dann bis Februar 1971 auf der Bitburg Air Base mit Verwaltungsaufgaben betraut war. Danach war er an verschiedenen Stützpunkten in den Vereinigten Staaten stationiert. Dabei war er als Stabsoffizier bei unterschiedlichen Einheiten tätig. Dazwischen absolvierte er die erwähnten Schulungen. Als Stabsoffizier war er unter anderem im Hauptquartier der Air Force tätig.
Zwischen Juli 1986 und Juli 1989 leitete er als Oberst die Stabsabteilung für Personal beim Tactical Air Command, der auf der Langley Air Force Base in Virginia angesiedelt ist. Danach war er bis zum August 1991 Stabschef dieses Kommandos. Daran schloss sich eine Versetzung zur Keesler Air Force Base im Bundesstaat Mississippi an, wo Paul Stein zwischen August 1991 und April 1992 das dortige technische Ausbildungszentrum (Keesler Technical Training Center) leitete. Es folgte eine Versetzung zum Stab des United States Secretary of the Air Force. Dort leitete er bis Juni 1994 das Verbindungsbüro zum Kongress (director, legislative liaison).
Sein letzter Auftrag führte ihn nach Colorado Springs in Colorado zur United States Air Force Academy. Am 8. Juli 1994 übernahm er dort als Nachfolger von Bradley C. Hosmer als Superintendent die Leitung dieser Ausbildungsstätte. Dieses Amt bekleidete er bis zum 1. August 1997, als er von Tad J. Oelstrom abgelöst wurde. Anschließend schied er aus dem aktiven Militärdienst aus.
Er starb an einer ALS-Erkrankung am 10. Januar 2002 und wurde auf dem Friedhof der Air Force Academy in Colorado Springs beigesetzt.

## Daten der Beförderungen
| Abzeichen | Rang               | Jahr              |
| --------- | ------------------ | ----------------- |
|           | Second Lieutenant  | 8. Juni 1966      |
|           | First Lieutenant   | 8. Dezember 1967  |
|           | Captain            | 8. Juni 1969      |
|           | Major              | 1. Januar 1978    |
|           | Lieutenant Colonel | 1. Oktober 1980   |
|           | Colonel            | 1. November 1984  |
|           | Brigadier General  | 1. April 1990     |
|           | Major General      | 1. September 1992 |
|           | Lieutenant General | 1. Juli 1994      |

## Orden und Auszeichnungen
Paul Stein erhielt im Lauf seiner militärischen Laufbahn unter anderem folgende Auszeichnungen:
- Air Force Distinguished Service Medal
- Legion of Merit
- Air Force Commendation Medal
- Meritorious Service Medal
- National Defense Service Medal